# Coral State
Coral State es un edificio construido en la ciudad de Córdoba (Argentina). Su inauguración y apertura fue en 2008. La torre está ubicada en el centro de la ciudad, en Boulevard Mitre 517 entre Avenida Humberto Primo y Jujuy, próximo a La Cañada y al Río Suquía.

## Historia
La torre comenzó a construirse en la década de 1980, y fue abandonada en 1982, siendo retomada su construcción en 2006. La estructura incompleta era conocida por entonces como Torre Vespasiani.

## Características
Posee 25 pisos, 183 departamentos (120 lofts, 36 dúplex y 27 departamentos de un dormitorio) y su altura es de 100 metros en total,[cita requerida] por lo que es uno de los edificios más altos de Córdoba. Los dos primeros pisos son destinados a oficinas comerciales y el resto a viviendas de nivel.
El edificio funciona solamente con energía eléctrica y no tiene gas. Es un edificio vanguardista con la inteligencia y el grado de seguridad que ofrece la domótica.[cita requerida]
Tiene un sistema centralizado de regularización, supervisión y control del conjunto de las instalaciones eléctricas, de seguridad, informática y transporte, entre otras, que se realizan en forma integrada y automatizada.
La centralización de datos posibilita supervisar y controlar confortablemente desde una PC, los estados de funcionamiento o alarmas de los sistemas que componen la instalación, así como los principales parámetros de medida, y permiten actuar centralizadamente sobre los diferentes elementos de mando.